# Kazuki Hashioka
Kazuki Hashioka (jap. 橋岡 和樹, Hashioka Kazuki; * 20. Januar 1997 in der Präfektur Saitama) ist ein japanischer Fußballspieler.
Kazuki Hashioka ist der Bruder von Daiki Hashioka.

## Karriere
Kazuki Hashioka erlernte das Fußballspielen in der Jugendmannschaft der Urawa Red Diamonds sowie in der Universitätsmannschaft der Meiji-Universität. Von April bis August 2019 war er vereinslos. Seinen ersten Vertrag unterschrieb er am 1. September 2019 beim japanischen Verein Tokyo 23 FC. Anfang 2020 wechselte er zu Albirex Niigata (Singapur). Der Verein ist ein Ableger des japanischen Zweitligisten Albirex Niigata und spielt in der höchsten singapurischen Fußballliga, der Singapore Premier League. Am Ende der Saison feierte er mit Albirex die singapurische Meisterschaft.

## Erfolge
Albirex Niigata (Singapur)
Singapore Premier League: 2020